# Харитоновська (Тарногський район)
Харито́новська (рос. Харитоновская) — присілок у складі Тарногського району Вологодської області, Росія. Входить до складу Спаського сільського поселення.

## Населення
Населення — 7 осіб (2010; 14 у 2002).
Національний склад (станом на 2002 рік):
- росіяни — 100 %